# Linxi (sockenhuvudort i Kina, Sichuan Sheng, lat 32,56, long 106,01)
Linxi (kinesiska: 临溪) är en sockenhuvudort i Kina. Den ligger i provinsen Sichuan, i den sydvästra delen av landet, omkring 280 kilometer nordost om provinshuvudstaden Chengdu. Antalet invånare är 5 609. Befolkningen består av 2 831 kvinnor och 2 778 män. Barn under 15 år utgör 21,0 %, vuxna 15-64 år 68 %, och äldre över 65 år 9,0 %.
Runt Linxi är det ganska tätbefolkat, med 185 invånare per kvadratkilometer. Närmaste större samhälle är Zhongzi, 14,8 km norr om Linxi. I omgivningarna runt Linxi växer i huvudsak blandskog.
Genomsnittlig årsnederbörd är 1 170 millimeter. Den regnigaste månaden är juli, med i genomsnitt 268 mm nederbörd, och den torraste är december, med 2 mm nederbörd.